# Peperomia tanalensis
Peperomia tanalensis är en pepparväxtart som beskrevs av John Gilbert Baker. Peperomia tanalensis ingår i släktet peperomior, och familjen pepparväxter. Inga underarter finns listade i Catalogue of Life.